# Adolphe Vogel
Adolphe Vogel (Lilla, Nord-Pas-de-Calais, 17 de maig de 1805 - 27 de setembre de 1892) fou un compositor francès.
Fill i net de músics, de bon principi fou alumne del seu pare, Vogel, després d'Anton Reicha i finalment de Paër.
Durant la Revolució de Juliol de 1830 va compondre el cant nacional Les trois couleurs, que aconseguí gran popularitat, i el 1832 estrenà l'òpera Le Podestat, que en tenir poc èxit el desanimà, així que ensems no li haguessin admès una òpera en tres actes, motiu pel qual durant algun temps deixà el teatre, i es dedicà a escriure música de saló, gènere amb el qual va assolir molt d'èxit.
Més endavant es traslladà als Països Baixos, on fou molt ben rebut, i allà estrenà l'òpera en quatre actes Le siège de Leyde, que aconseguí els sufragis del públic. De retorn a París intentà de bell nou abordar el teatre, però hagué de passar abans de veure representada la seva nova òpera La Moisssonneuse el 1853, obra notable per l'abundància melòdica, noblesa d'estil i habilitat tècnica, però l'èxit no va respondre al seu mèrit.
A més donà al teatre:
- Rompons, (1857)
- Le nid de cigogne, (1858)
- Grédin de Pigoche, (1866)
- La filleule du roi, (1875)

També va compondre obres orquestrals i de cambra i música religiosa.